# Paramonecphora
Paramonecphora is een geslacht van halfvleugeligen uit de familie schuimcicaden (Cercopidae). De wetenschappelijke naam van dit geslacht is voor het eerst geldig gepubliceerd in 1954 door Lallemand & Synave.

## Soorten
Het geslacht Paramonecphora omvat de volgende soorten:
- Paramonecphora binotata (Distant, 1878)
- Paramonecphora daltoni (Distant, 1908)
- Paramonecphora homochroma (Karsch, 1894)
- Paramonecphora johannae (Distant, 1908)
- Paramonecphora kapiriensis (Lallemand, 1920)
- Paramonecphora karschi (Distant, 1908)
- Paramonecphora modesta (Distant, 1878)
- Paramonecphora monteironis (Distant, 1878)
- Paramonecphora nigra (Lallemand, 1920)
- Paramonecphora subsanguinea (Melichar, 1905)